# Faunula patagonica
Faunula patagonica är en fjärilsart som beskrevs av Paul Mabille. Faunula patagonica ingår i släktet Faunula och familjen praktfjärilar. Inga underarter finns listade i Catalogue of Life.